# Terceira Divisão
La Terceira Divisão è stata una manifestazione estinta del campionato portoghese di calcio, di tipo interprovinciale e poco più che amatoriale.
Fu inaugurata nella stagione 1947-1948, quando rappresentava il terzo livello nazionale, nel 1990-1991 divenne il quarto livello e, al termine della stagione 2011-2012, è stata abolita confluendo nel Campeonato de Portugal.
Il campionato aveva carattere non professionista ed era organizzato dalla FPF.

## Struttura
Il campionato era strutturato in otto gironi, sette dei quali (Série A, B, C, D, E, F e Série Madeira) composti da 12 squadre e uno (Série Açores) da 10. Le prime sei classificate dei gironi continentali venivano poi a loro volta raggruppate in gironi, le vincitrici dei quali ottenevano la promozione in Segunda Divisão.
Le squadre campioni della Série Açores e della Série Madeira ottenevano l'automatica promozione nel caso in cui fossero meno di 6 squadre dalle rispettive zone a disputare il torneo di categoria superiore. In caso contrario, la squadra vincitrice della Série Madeira disputava uno spareggio con la formazione madeirense peggiore classificata di Segunda Divisão: la vincitrice dello spareggio disputava il campionato di Segunda e la perdente quello di Terceira Divisão. Similmente veniva disputata la Série Açores: dopo la prima fase le migliori quattro squadre classificate disputavano una seconda fase, la cui vincitrice accedeva alla categoria superiore solo nel caso in cui fossero meno di 6 le formazioni dell'arcipelago già impegnate, altrimenti veniva disputato uno spareggio con la peggiore classificata.
La retrocessione dalla Série Madeira e dalla Série Açores ai rispettivi campionati distrettuali veniva regolata come segue: se nessuna squadra retrocedeva dalla Segunda alla Terceira Divisão, venivano promosse due formazioni, nel caso di una retrocessione le promosse erano 3, con due retrocesse salivano a 4 e così via.

## Storia
Fino alla stagione 1999-2000 le vincitrici dei diversi gironi disputavano una fase finale per l'assegnazione del titolo. A partire dal 2000-2001, con la sola eccezione della stagione 2001-2002, tutte le vincitrici dei gironi sono state proclamate campioni.

## Albo d'oro
- 1947-1948 Cova da Piedade
- 1948-1949 Almada
- 1949-1950 Ovarense
- 1950-1951 Juventude Évora
- 1951-1952 Lusitano VRSA
- 1952-1953 Vila Real
- 1953-1954 Coruchense
- 1954-1955 Elvas
- 1955-1956 Almada
- 1956-1957 Serpa
- 1957-1958 Oliveirense
- 1958-1959 Beira-Mar
- 1959-1960 Castelo Branco
- 1960-1961 Seixal
- 1961-1962 Varzim
- 1962-1963 Leões
- 1963-1964 União de Lamas
- 1964-1965 União de Tomar
- 1965-1966 Montijo
- 1966-1967 Vizela
- 1967-1968 Seixal
- 1968-1969 União de Lamas
- 1969-1970 Olhanense
- 1970-1971 Cova da Piedade
- 1971-1972 Caldas
- 1972-1973 Lusitânia Lourosa
- 1973-1974 Paços de Ferreira
- 1974-1975 União de Santarém
- 1975-1976 Portalegrense
- 1976-1977 Rio Ave
- 1977-1978 Sacavenense
- 1978-1979 Bragança
- 1979-1980 Vasco da Gama
- 1980-1981 União de Coimbra
- 1981-1982 Vizela
- 1982-1983 Esperança de Lagos
- 1983-1984 non assegnato[2]
- 1984-1985 União de Santarém
- 1985-1986 Bragança
- 1986-1987 Louletano
- 1987-1988 Portalegrense
- 1988-1989 Mirense
- 1989-1990 Montijo
- 1990-1991 Vasco da Gama
- 1991-1992 Trofense
- 1992-1993 Odivelas
- 1993-1994 Limianos
- 1994-1995 Beja
- 1995-1996 Fafe
- 1996-1997 Dragões Sandinenses
- 1997-1998 Vilafranquense
- 1998-1999 Vianense
- 1999-2000 Paredes

| Stagione  | Série A              | Série B   | Série C              | Série D        | Série E             | Série F | Série Açores | Série Madeira |
| --------- | -------------------- | --------- | -------------------- | -------------- | ------------------- | ------- | ------------ | ------------- |
| 2000-2001 | Caçadores das Taipas | Vila Real | Oliveira do Hospital | Castelo Branco | Olivais e Moscavide | Amora   | Lusitânia    |               |

- 2001-2002 Mafra

| Stagione  | Série A              | Série B            | Série C            | Série D        | Série E            | Série F         | Série Açores    | Série Madeira |
| --------- | -------------------- | ------------------ | ------------------ | -------------- | ------------------ | --------------- | --------------- | ------------- |
| 2002-2003 | Bragança             | Lixa               | Estarreja          | Alcains        | Sintrense          | Pinhalnovense   | Santo António   |               |
| 2003-2004 | Valenciano           | Ribeirão           | Penalva do Castelo | Castelo Branco | Casa Pia           | Atlético        | Operário        |               |
| 2004-2005 | Sandinenses          | Aliados de Lordelo | Nelas              | Portomosense   | Benfica B          | Silves          | Madalena        |               |
| 2005-2006 | Maria da Fonte       | Vila Meã           | União de Lamas     | Eléctrico      | Atlético           | Vendas Novas    | Lusitânia       |               |
| 2006-2007 | Valdevez             | Leça               | Anadia             | Caldas         | Caniçal            | Lagoa           | Angrense        |               |
| 2007-2008 | Mirandela            | Amarante           | Arouca             | Monsanto       | Oriental de Lisboa | Mineiro         | Praiense        |               |
| 2008-2009 | Vieira               | Paredes            | Tondela            | Sertanense     | Camacha            | Louletano       | Vitória do Pico |               |
| 2009-2010 | Macedo de Cavaleiros | Oliveirense        | Anadia             | Coimbrões      | Casa Pia           | Juventude Évora | Madalena        | Andorinha     |
| 2010-2011 | Mirandela            | Amarante           | Cinfães            | Monsanto       | Caldas             | Vendas Novas    | Angrense        | Ribeira Brava |
| 2011-2012 | Joane                | Cesarense          | Viseu              | Castelo Branco | CF Benfica         | Farense         | Lusitânia       | Pontassolense |

## Titoli per squadra
- 4: Castelo Branco
- 3: Montijo, Bragança, União de Lamas, Caldas, Lusitânia
- 2: Almada, Seixal, Cova da Piedade, Vizela, Lusitânia Lourosa, União de Santarém, Portalegrense, Vasco da Gama, Vila Real, Estarreja, Atlético CP, Paredes, Louletano, Juventude de Évora, Madalena, Mirandela, Amarante, Monsanto, Estrela de Vendas Novas, Angrense, Joane
- 1:  Ovarense, Lusitano VRSA,  Coruchense, O Elvas, Serpa, Oliveirense, Beira-Mar, Varzim, Os Leões,  União de Tomar, Olhanense, Caldas, Paços de Ferreira, Rio Ave, Sacavenense, União de Coimbra, Esperança de Lagos, Desportivo das Aves, Estrela de Portalegre, Campinense, Mirense, Trofense, Odivelas, Limianos, Desportivo de Beja, Fafe, Dragões Sandinenses, Vilafranquense, Vianense,  Caçadores das Taipas, Oliveira do Hospital, Olivais e Moscavide, Amora, Mafra, Lixa, Alcaíns, Sintrense, Pinhalnovense, Santo António, Valenciano, Ribeirão, Penalva do Castelo, Casa Pia, Operário, Os Sandinenses, Aliados de Lordelo, Nelas, Portomosense, Benfica B, Silves, Maria da Fonte, Vila Meã, Eléctrico, Valdevez, Leça, Anadia, Caniçal, Lagoa, Arouca, Oriental, Mineiro Aljustrelense, Praiense, Vieira, Tondela, Sertanense, Camacha, Vitória do Pico, Macedo de Cavaleiros, Coimbrões, Pombal, Torreense, Andorinha, Cinfães, Ribeira Brava, Cesarense, Académico de Viseu, Futebol Benfica, Farense, Pontassolense